# Европейска котка
Европейската котка, наричана също келтска късокосместа котка е една от най-старите породи котки, обитаващи Европа.

## Произход
Тази порода произхожда от Мала Азия и е пренесена в Европа с римските легиони. Първите открити писмени свидетелства за нея датират от 11 в. Породата е призната през 1983 г.
Днес те са в основата на породата британска късокосместа котка.

## Външен вид
Мускулесто и гъвкаво, пропорционално развито тяло със среден до голям ръст като разликата в размерите между мъжките и женските представители е значителна. Теглото обикновено варира между 4 и 7 кг. Широка, силна гръд и крайници, опашката е със средна дължина. Главата е кръгла, очите са овални, ушите – средноголеми. Къса и гъста козина, допускат се всички цветове на окраската с изключение на лилаво (много светлобежово с розов оттенък), шоколадово, канела.

## Характер
Жизнена, лесно адаптираща се, игрива, ласкава и обичлива, същевременно проявява независимост. Претенциозна, обикновено с отлично здраве. Добър ловец на мишки и плъхове.